# 阿克西鳥屬
阿克西鳥是白堊紀晚期的一屬反鳥亞綱鳥類。其下只有一個物種始祖阿克西鳥（Alexornis antecedens）。
阿克西鳥的遺骸是顱後的碎片，是在墨西哥下加利福尼亞州發現的。它們最初被認為是早期的今鳥亞綱鳥類，並有可能是佛法僧目及鴷形目的祖先。後期的研究顯示它們其實是反鳥亞綱。它們有時與中亞的克孜勒庫姆鳥及土鳥一同被分類到阿克西鳥目及阿克西鳥科之內。

## 大眾文化
阿克西鳥在2013年電影《與恐龍冒險3D》中出現。